# Falácia matemática
Na matemática, certos tipos de prova equivocada são frequentemente exibidos e, às vezes, coletados, como ilustrações de um conceito chamado falácia matemática. Há uma distinção entre um erro simples e uma falácia matemática em uma prova, pois um erro em uma prova leva a uma prova inválida, enquanto nos exemplos mais conhecidos de falácias matemáticas há algum elemento de ocultação ou engano na apresentação da prova.
Por exemplo, a razão pela qual a validade falha pode ser atribuída a uma divisão por zero que está oculta pela notação algébrica. Há uma certa qualidade na falácia matemática: como normalmente apresentada, ela leva não apenas a um resultado absurdo, mas o faz de maneira astuta ou inteligente. Portanto, essas falácias, por razões pedagógicas, costumam assumir a forma de provas espúrias de contradições óbvias. Embora as provas sejam falhas, os erros, geralmente por design, são comparativamente sutis, ou projetados para mostrar que certas etapas são condicionais e não são aplicáveis nos casos que são exceções às regras.
A maneira tradicional de apresentar uma falácia matemática é dar uma etapa de dedução inválida misturada com etapas válidas, de modo que o significado de falácia aqui é ligeiramente diferente da falácia lógica. O último geralmente se aplica a uma forma de argumento que não obedece às regras de inferência válidas da lógica, enquanto o passo matemático problemático é tipicamente uma regra correta aplicada com uma suposição errada tácita. Além da pedagogia, a resolução de uma falácia pode levar a insights mais profundos sobre um assunto (por exemplo, a introdução do axioma de Pasch da geometria euclidiana, o teorema das cinco cores da teoria dos grafos). Pseudaria, um antigo livro perdido de provas inválidas, é atribuído a Euclides.
Falácias matemáticas existem em muitos ramos da matemática. Na álgebra elementar, exemplos típicos podem envolver uma etapa em que a divisão por zero é realizada, onde uma raiz é extraída incorretamente ou, mais geralmente, onde diferentes valores de uma função multivalorada são igualados. Falácias bem conhecidas também existem na geometria e cálculo euclidianos elementares.

## Erros óbvios
Há exemplos de resultados matematicamente corretos derivados de raciocínios incorretos. Tal argumento, por mais verdadeira que a conclusão pareça ser, é matematicamente inválido. O seguinte é um exemplo de um erro envolvendo cancelamento indevido:
{\displaystyle {\frac {16}{64}}={\frac {16\!\!\!/}{6\!\!\!/4}}={\frac {1}{4}}.}
Por mais que ⁠16/64⁠ = ⁠1/4⁠ está correto, no entanto, é utilizado uma operação falaciosa, é efetuado um cancelamento indevido.
Provas falsas, cálculos ou derivações construídas para produzir um resultado correto, apesar da lógica ou operações incorretas, foram denominados "howlers" por Maxwell. Fora do campo da matemática, o termo howler tem vários significados, geralmente menos específicos.

## Divisão por zero
A falácia da divisão por zero possui diversas variantes. A seguinte usa uma divisão por zero disfarçada para "provar" que 2 = 1, mas pode ser modificada para que qualquer número seja igual a qualquer outro número.
1. Seja a e b iguais, mas diferentes de zero
{\displaystyle a=b}
2. Multiplique por a
{\displaystyle a^{2}=ab}
3. Subtraia b2
{\displaystyle a^{2}-b^{2}=ab-b^{2}}
4. Fatore ambos os lados: no lado esquerdo usa-se a diferença de dois quadrados, e na direita colocando b em evidência
{\displaystyle (a-b)(a+b)=b(a-b)}
5. Divida por (a − b)
{\displaystyle a+b=b}
6. Use o fato que a = b
{\displaystyle b+b=b}
7. Combine os termos semelhantes na esquerda
{\displaystyle 2b=b}
8. Divida por b, que é diferente que b
{\displaystyle 2=1}

C.Q.D.
A falácia está na linha 5: a progressação da linha 4 para a 5 envolve dividir por a − b, que é zero, visto que a = b. Como a divisão por zero é indefinida, o argumento é inválido.